# 沈祥福
沈 祥福（しん しょうふく、Shen Xiangfu、1957年5月27日－）は中華人民共和国北京市出身の元サッカー選手、サッカー指導者。ポジションはFW（ウインガー）。

## 略歴
選手時代は北京足球倶楽部（現在の北京国安）や日本サッカーリーグ(JSL)2部の富士通サッカー部（現在の川崎フロンターレ）に在籍、主に左ウイングとしてプレーをした。また中国代表として、1982 FIFAワールドカップ・アジア・オセアニア予選に出場し最終予選進出に貢献するが、1982年1月10日に行われたニュージーランドとのプレーオフで敗れ、ワールドカップ出場を逃している。
1991年に現役引退後は富士通のコーチや監督を務め1996年に帰国。古巣の北京国安を指揮した後、中国U-20代表監督に就任。2001 FIFAワールドユース選手権でベスト16に導き、この大会を制したアルゼンチンと接戦を演じると、その手腕が高く評価された。
その後、中国代表コーチとして2002 FIFAワールドカップに参加。またボラ・ミルティノビッチ監督の退任後は監督代行を務めていた。これに続いてU-23代表監督として2004年のアテネオリンピック予選に挑んだが、予選敗退に終わり、監督を辞任した。
2007年からは中国甲級リーグ（2部リーグに相当）の広州医薬の監督に就任。中国超級リーグ（CSL、1部リーグに相当）昇格へと導いている。

## 個人成績
日本サッカーリーグ成績
| 国内大会個人成績 | 国内大会個人成績 | 国内大会個人成績 | 国内大会個人成績 | 国内大会個人成績 | 国内大会個人成績 | 国内大会個人成績 | 国内大会個人成績 | 国内大会個人成績 | 国内大会個人成績 | 国内大会個人成績 | 国内大会個人成績 |
| 年度             | クラブ           | 背番号           | リーグ           | リーグ戦         | リーグ戦         | リーグ杯         | リーグ杯         | オープン杯       | オープン杯       | 期間通算         | 期間通算         |
| 年度             | クラブ           | 背番号           | リーグ           | 出場             | 得点             | 出場             | 得点             | 出場             | 得点             | 出場             | 得点             |
| 日本             | 日本             | 日本             | 日本             | リーグ戦         | リーグ戦         | JSL杯            | JSL杯            | 天皇杯           | 天皇杯           | 期間通算         | 期間通算         |
| ---------------- | ---------------- | ---------------- | ---------------- | ---------------- | ---------------- | ---------------- | ---------------- | ---------------- | ---------------- | ---------------- | ---------------- |
| 1988-89          | 富士通           | 14               | JSL2部           | 27               | 4                | 1                | 0                |                  |                  |                  |                  |
| 1989-90          | 富士通           | 14               | JSL2部           | 29               | 7                | 2                | 0                |                  |                  |                  |                  |
| 1990-91          | 富士通           | 14               | JSL2部           | 22               | 2                | 2                | 0                |                  |                  |                  |                  |
| 通算             | 日本             | 日本             | JSL2部           | 78               | 13               | 5                | 0                |                  |                  |                  |                  |
| 総通算           |                  |                  |                  |                  |                  |                  |                  |                  |                  |                  |                  |

## 監督成績
日本国内成績
| 年度 | 所属  | クラブ | リーグ戦 | リーグ戦 | リーグ戦 | リーグ戦 | リーグ戦 | リーグ戦 | カップ戦 | カップ戦 |
| 年度 | 所属  | クラブ | 順位     | 試合     | 勝点     | 勝利     | 引分     | 敗戦     | リーグ杯 | 天皇杯   |
| ---- | ----- | ------ | -------- | -------- | -------- | -------- | -------- | -------- | -------- | -------- |
| 1994 | 旧JFL | 富士通 | 10位     | 30       | -        | 11       | -        | 19       | -        | 予選敗退 |
| 1995 | 旧JFL | 富士通 | 12位     | 30       | 34       | 11       | -        | 19       | -        | 1回戦    |

## タイトル

### 監督時代
北京国安足球倶楽部
- 中国サッカー・スーパーカップ:1回（1997）

広州医薬足球倶楽部
- 中国サッカー・甲級リーグ:1回（2007）